# Девета династия на Древен Египет
Деветата династия на Древен Египет управлява между 2160 г. пр.н.е. и 2130 г. пр.н.е. и често е обединявана със Седма, Осма, Десета и началото на Единадесета династия под общото име Първи преходен период. Династията, която изглежда е изместила Осмата династия, е изключително неясна. Превземането на властта от владетелите на Хераклеополис е било насилствено и е отразено в описанието на Манетон за Ахтоес, основателя на династията, като „по-ужасен от своите предшественици“, който „вършеше зли неща за хората в цял Египет“.

## Владетели
Девета династия е основана в Хераклеополис Магна и Десета династия продължава от там. По това време Египет не е обединен и има известно припокриване между тези и други местни династии. Торинският папирус изброява осемнадесет фараони от тази кралска линия, но имената им са повредени, неидентифицирани или изгубени.
Следва възможен списък на владетели от Девета династия, базиран на Торинския папирус, тъй като египтолозите имат различни мнения относно реда на наследяване в рамките на двете династии. Сред тях само Мерибре Хети и Небкауре Хети са установени без съмнение от археологически находки:
| Име                     | Изображение | Коментари |
| ----------------------- | ----------- | --- |
| Мерибре Хети I          |             | Ахтоес на Манетон, номарх, който се самопровъзгласил за фараон                                                                      |
| [изгубено име]          |             | - |
| Неферкаре VII           |             | Може да е Канефер, споменат в гробницата на номарха Анхтифи                                                                         |
| Небкауре Хети II        |             | Също така се споменава в приказката за Красноречивия селянин                                                                        |
| Сетут                   |             | - |
| [изгубено име]          |             | - |
| Мери [. . . ]           |             | - |
| Навес [. . . ]          |             | - |
| H[. . . ]               |             | - |
| [три загубени имена]    |             | - |
| потребител (? )[. . . ] |             | - |
| Имхотеп                 |             | Ефимерен владетел от Девета династия. Известен само от скален надпис в Вади Хамамат. Правилната хронологична позиция не е известна. |